# Wojna na wyczerpanie (gra)
Wojna na wyczerpanie – model gry, w której dwóch graczy rywalizuje o nagrodę o ustalonej wartości V, zwiększając swój koszt w miarę upływu czasu, do momentu, gdy któryś z graczy się podda. Jego autorem jest John Maynard Smith. Od strony strategicznej można tę grę rozważać jako aukcję, w której nagroda trafia do gracza, który zaoferuje najwyższą kwotę, a wszyscy gracze płacą kwotę zaoferowaną przez przegrywającego.

## Gra
Precyzyjny opis gry jest następujący: 
Każdy z graczy ustala jedną wartość x, oznaczającą punkt, w którym zamierza się poddać. Wartości te są następnie porównywane. Jeśli niższą wartość oznaczymy przez a, wygrane będą następujące: gracz, który podał większą wartość, dostaje V-a, gracz, który podał niższą, -a. Jeśli gracze podali równe wartości, nagroda jest dzielona i obaj dostają V/2-a.
Wojny na wyczerpanie nie można sprowadzić do prostej gry z macierzą wypłat. Ponieważ strategia każdego z graczy polega na wybraniu momentu, w którym się on podda, istnieje nieskończenie wiele różnych strategii czystych. Co więcej, żadne dwie strategie nie są równoważne, ponieważ dla każdej pary istnieje strategia przeciwnika, która z jedną z nich wygrywa, a z drugą przegrywa.
Istotne jest również założenie, że każdy z graczy może wybrać dowolny moment. Gracze mogą nawet założyć poświęcenie większych zasobów niż jest warta nagroda. Mimo że taka strategia może wydawać się gorsza od poddania się od razu (gdy zysk jest zerowy), może w rzeczywistości dać lepszy wynik (gdy przeciwnik podda się wcześniej). Gdy obaj gracze założą jednak wydanie więcej niż V, obaj na tym tracą (gracz wygrywający odnosi tzw. pyrrusowe zwycięstwo).
Ponieważ dla każdej strategii istnieje strategia z nią wygrywająca (poddać się odrobinę później), w tej grze nie ma strategii dominującej. Nie oznacza to jednak, że nie istnieją żadne równowagi Nasha. Taką równowagą jest każda para postaci:
- Jeden z graczy podaje 0
- Drugi gracz podaje dowolną wartość równą lub większą V, bądź dowolny rozkład losowy na takich wartościach

W takiej sytuacji drugi z graczy dostaje nagrodę, i obaj płacą 0. Łatwo sprawdzić, że żaden z graczy nie może dostać więcej zmieniając w tej sytuacji swoje zachowanie.

## Strategia stabilna ewolucyjnie
Strategię stabilną ewolucyjnie dla wojny na wyczerpanie podali Bishop & Cannings. Jest to strategia mieszana, skonstruowana w ten sposób, aby zachowanie gracza było możliwie nieprzewidywalne.
Niech p(t) oznacza prawdopodobieństwo, że gracz nie podda się przed czasem t. Strategia ta ma postać rozkładu losowego następującej postaci:
{\displaystyle p(t)={\frac {1}{V}}e^{(-t/V)}}
Wyjaśnienie jest następujące: jeśli prawdopodobieństwo poddania się w jakimś momencie było większe niż w innych, istniałaby strategia wygrywająca z tą, polegająca na poddaniu się trochę później. Dlatego rozkład prawdopodobieństwa musi mieć postać funkcji wykładniczej. Spośród funkcji tej postaci optymalna jest najbardziej płaska wśród dających nieujemny oczekiwany zysk – czyli taka, w której oczekiwanym punktem poddania się będzie dokładnie punkt V.

## Konkluzje
Jeśli traktuje się wojnę na wyczerpanie jako dobre przybliżenie niektórych rywalizacji w świecie rzeczywistym, należy wnioskować, że optymalną strategią jest w nich strategia odpowiadająca ewolucyjnie stabilnej, czyli zachowanie możliwie nieprzewidywalne. W szczególności oznacza to konieczność ryzykowania czasem znacznie większymi kosztami niż potencjalna nagroda. Takie ryzyko można traktować jako blef, przekształcając tę grę w jej szczególny przypadek: grę w cykora.